# Combattants du feu
Pour plus de détails, voir Fiche technique et Distribution.
Combattants du feu (The Fire Fighters) est un dessin animé court métrage de Mickey Mouse produit par Walt Disney sorti le 20 juin 1930.

## Synopsis
Mickey fait partie de l'équipe des pompiers. L'alarme retentit et les pompiers glissent le long du cou d'une autruche pour rejoindre leur camion. Sur le toit du camion est perché un chat, Mickey lui tire la queue et s'en sert comme sirène. Mickey et ses compagnons arrivent sur le lieu de l'incendie. C'est l'immeuble où vit Minnie. Malheureusement la bouche d'incendie la plus proche ne fonctionne pas bien. Horace Horsecollar décide de prendre l'eau d'une mare toute proche pour éteindre le feu.
Minnie est prise au piège à l'étage supérieur de la maison. Pour la sauver, Mickey monte à l'échelle de secours d'un bâtiment voisin et utilise une corde à linge pour rejoindre Minnie et la sauver.

## Fiche technique
- Titre original : The Fire Fighters
- Autres titres :
  - France : Combattants du feu
- Série : Mickey Mouse
- Réalisateur : Burt Gillett
- Animateur : David Hand
- Voix : Walt Disney (Mickey), Marcellite Garner (Minnie)
- Producteur : Walt Disney, John Sutherland
- Distributeur : Columbia Pictures
- Date de sortie : 20 juin 1930
- Format d'image : Noir et Blanc
- Durée : 7 minutes
- Langue : (en)
- Pays :  États-Unis

## Commentaires
Le thème des pompiers avaient déjà été traité en 1926 dans Alice the Fire Fighter.